# Звениговський район
Звени́говський район (рос. Звениговский район, марій. Провой кундем) — адміністративна одиниця Республіки Марій Ел Російської Федерації.
Адміністративний центр — місто Звенигово.

## Населення
Населення району становить 40666 осіб (2019, 44976 у 2010, 46267 у 2002).

## Адміністративно-територіальний поділ
На території району 3 міських та 7 сільських поселень:
| Поселення                        | Площа, км² | Населення, осіб (2002) | Населення, осіб (2010) | Населення, осіб (2019) | Центр          | Населені пункти |
| -------------------------------- | ---------- | ---------------------- | ---------------------- | ---------------------- | -------------- | --------------- |
| Звениговське міське поселення    | 45,24      | 13093                  | 12319                  | 11386                  | Звенигово      | 2               |
| Красногорське міське поселення   | 134,18     | 11046                  | 10295                  | 9268                   | Красногорський | 11              |
| Суслонгерське міське поселення   | 377,49     | 5895                   | 5119                   | 4417                   | Суслонгер      | 2               |
| Ісменецьке сільське поселення    | 159,26     | 1965                   | 1895                   | 1767                   | Ісменці        | 5               |
| Кокшайське сільське поселення    | 158,25     | 2048                   | 1897                   | 1607                   | Кокшайськ      | 7               |
| Кокшамарське сільське поселення  | 498,98     | 2103                   | 2107                   | 1804                   | Кокшамари      | 7               |
| Красноярське сільське поселення  | 138,86     | 3161                   | 3221                   | 3104                   | Красний Яр     | 11              |
| Кужмарське сільське поселення    | 465,48     | 4191                   | 4133                   | 3734                   | Кужмара        | 19              |
| Чорноозерське сільське поселення | 516,38     | 253                    | 230                    | 173                    | Чорне Озеро    | 3               |
| Шелангерське сільське поселення  | 254,66     | 3785                   | 3760                   | 3406                   | Шелангер       | 16              |

## Найбільші населені пункти
Найбільші населені пункти з чисельністю населення понад 1000 осіб:
| №  | Населений пункт | Населення, осіб (2002) | Населення, осіб (2010) |
| -- | --------------- | ---------------------- | ---------------------- |
| 1  | Звенигово       | 12 722                 | 11 946                 |
| 2  | Красногорський  | 7 152                  | 6 699                  |
| 3  | Суслонгер       | 3 642                  | 3 161                  |
| 4  | Шелангер        | 2 266                  | 2 293                  |
| 5  | Мочалище        | 2 253                  | 1 958                  |
| 6  | Кожласола       | 1 677                  | 1 635                  |
| 7  | Кужмара         | 1 234                  | 1 311                  |
| 8  | Ісменці         | 1 243                  | 1 194                  |
| 9  | Красний Яр      | 1 144                  | 1 159                  |
| 10 | Кокшамари       | 1 068                  | 1 130                  |